# 赤羽ゆり
赤羽 ゆり（あかはね ゆり、1979年12月23日 - ）は、日本の元AV女優。
東京都出身。血液型はA型。身長158cm。スリーサイズ:B85（D） W61 H88。

## 主な出演作品

### アダルトビデオ
2002年
- 『痴憾』（2月23日、桃太郎映像出版）
- 「痴漢映画館・2」（5月15日・ネクストイレブンクラブ）
- 『女版 寸止め生殺し』（8月28日、アロマ企画）
- 『ビンタで濡れる女』（10月9日、アロマ企画）
- 『女教師&教え子 蛇縛の双花監禁』（12月8日、アタッカーズ）
- 『痴衣連れ廻し』（パジェント）
- 『人妻調教記』（中嶋興業）

2003年
- 『いじめんせつ』（2月14日、ビッグモーカル）
- 『感じて広がるパンティの濡れ染み 2』（4月25日・アロマ企画）
- 『ザ・モモビジョン』（5月23日、桃太郎映像出版）
- 「羞恥愛玩」（8月20日・ラハイナ東海）
- 「マン土手の丘・3」（9月26日・アロマ企画）
- 「露出性奴」（12月21日・マルコト）

2008年
- 「熟尻姦」（3月31日・ビースバルプロモーション）

発売・レンタル開始日不明
- 「淫乱 妻女尻」（アトラス21）
- 「妻女尻 〜飢えた熟れ尻〜」（アトラス21）
- 「ヤッちまえ！家庭教師 狂った恥辱授業」（ビースバル）